# Rosenbergia

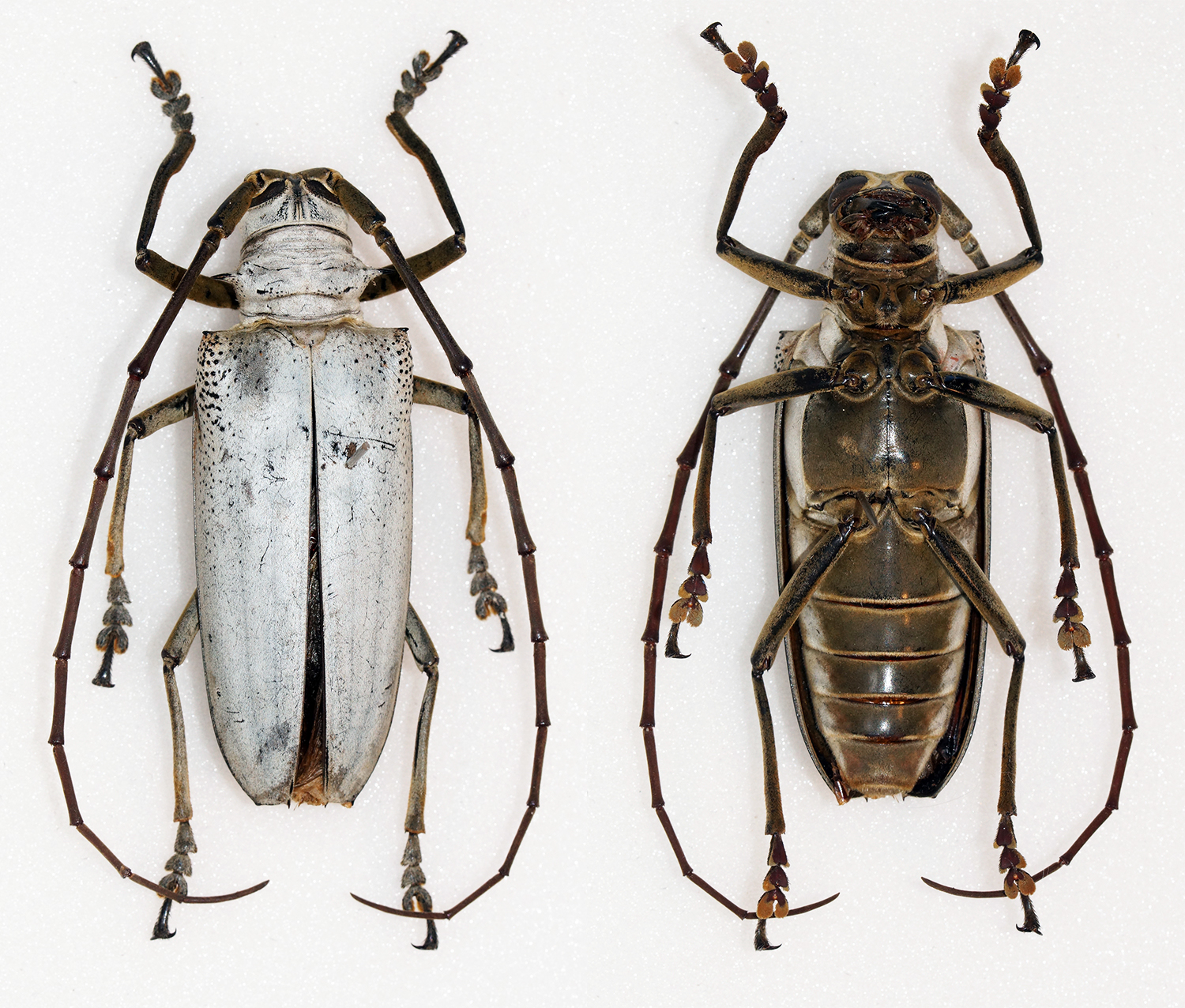
Rosenbergia lactiflua

Rosenbergia är ett släkte av skalbaggar i familjen långhorningar. 
Se även Klockrankesläktet, som tidvis har haft det vetenskapliga namnet Rosenbergia